# Sulfato de zinc (uso médico)
El sulfato de zinc se usa médicamente como un suplemento dietético.  Específicamente, se utiliza para tratar la deficiencia de zinc y para prevenir las condiciones en personas con riesgo elevado.   Esto incluye su uso junto con la terapia de rehidratación oral para niños que tengan diarrea.  No se recomienda su uso general.  Se administra por vía oral o por vía venosa.  
Los efectos secundarios pueden incluir dolor abdominal, vómitos, dolor de cabeza y cansancio.  Si bien las dosis normales se consideran seguras durante el embarazo y la lactancia  la seguridad de dosis mayores no es clara.  Se debe tener más cuidado en las personas con problemas renales.   El zinc es un mineral esencial tanto para las personas como para otros animales.
El uso médico del sulfato de zinc comenzó a principios del siglo XVII.  Está en la lista de medicamentos esenciales de la Organización Mundial de la Salud, los medicamentos más efectivos y seguros que se necesitan en un sistema de salud.  El sulfato de zinc está disponible como un medicamento genérico y de venta libre.  El precio mayorista en el mundo en desarrollo es de aproximadamente U $ 0.01–18 por día.  En el Reino Unido, diez días de tratamiento le cuestan al NHS aproximadamente 4,32 libras.

## Usos médicos
El uso de suplementos de sulfato de zinc junto con la terapia de rehidratación oral disminuye la cantidad de movimientos intestinales y el tiempo para que los niños regresen a la normalidad en la diarrea.   Por lo tanto, la Organización Mundial de la Salud recomienda su uso general en esta situación.  
El sulfato de zinc también es una parte importante de la nutrición parenteral .  